# Stadelhorn
Lo Stadelhorn (2.287 m s.l.m.) è una montagna delle Alpi di Berchtesgaden nelle Alpi Settentrionali Salisburghesi. Si trova sul confine tra l'Austria (Salisburghese) e la Germania (Baviera).

## Caratteristiche
Costituisce la massima elevazione delle Alpi di Reiter e delle Alpi Settentrionali di Berchtesgaden.
La via più facile di salita alla vetta è attraverso il versante ovest.